# Lipovac (Nijemci)
Lipovac is een plaats in de gemeente Nijemci in de Kroatische provincie Vukovar-Srijem. De plaats telt 1.243 inwoners (2001).